# Голднер, Дайана
Дайана Айяла Голднер (англ. Diane Ayala Goldner; род. 1 сентября 1956) — американская актриса, известная по фильму «Пир» (2005) и его сиквелам. Снимается в основном в фильмах ужасов.

## Личная жизнь
С 1986 года замужем за режиссёром Джоном Гулагером, который снял трилогию «Пир».

## Фильмография
| Год  |     | Русское название               | Оригинальное название         | Роль              |
| ---- | --- | ------------------------------ | ----------------------------- | ----------------- |
| 2003 | с   | Щит                            | The Shield                    | миссис Монтано    |
| 2005 | ф   | Пир                            | Feast                         | Харли             |
| 2006 | ф   | Сатанизм                       | Satanic                       | Джеки             |
| 2008 | в   | Пир 2: Кровавые секунды        | Feast 2: Sloppy Seconds       | Королева Байкеров |
| 2008 | в   | Пульс 2: После жизни           | Pulse 2: Afterlife            | миссис Соренстром |
| 2008 | в   | Пульс 3: Вторжение             | Pulse 3                       | Сара Уилки        |
| 2009 | в   | Пир 3: Счастливая кончина      | Feast III: The Happy Finish   | Королева Байкеров |
| 2009 | ф   | Коллекционер                   | The Collector                 | Джина Уортон      |
| 2009 | ф   | Хэллоуин 2                     | Halloween II                  | Джейн Сальвадор   |
| 2010 | ф   | Пепел                          | Ashes                         | бездомная женщина |
| 2012 | кор | Домашний папа                  | Stay at Home Dad              | доктор Кравиц     |
| 2013 | ф   | Топор 3                        | Hatchet III                   | Эльберт           |
| 2013 | тф  | Ночь зомби                     | Zombie Night                  | офицер Джонсон    |
| 2015 | ф   | Шёпот                          | Whispers                      | доктор Чендлер    |
| 2018 | в   | Восставший из ада 10: Приговор | Hellraiser: Judgment          | уборщица          |
| 2018 | в   | Дети кукурузы: Беглянка        | Children of the Corn: Runaway | миссис Докинз     |
| 2018 | ф   | Паршивые овцы                  | Bad Apples                    | миссис Деккер     |
| 2018 | ф   | Тише                           | Shhhh                         | Кэтрин            |